# Roberto Firpo
Roberto Firpo (* 10. Mai 1884 in Las Flores, Provinz Buenos Aires; † 14. Juni 1969) war ein argentinischer Tango-Musiker.

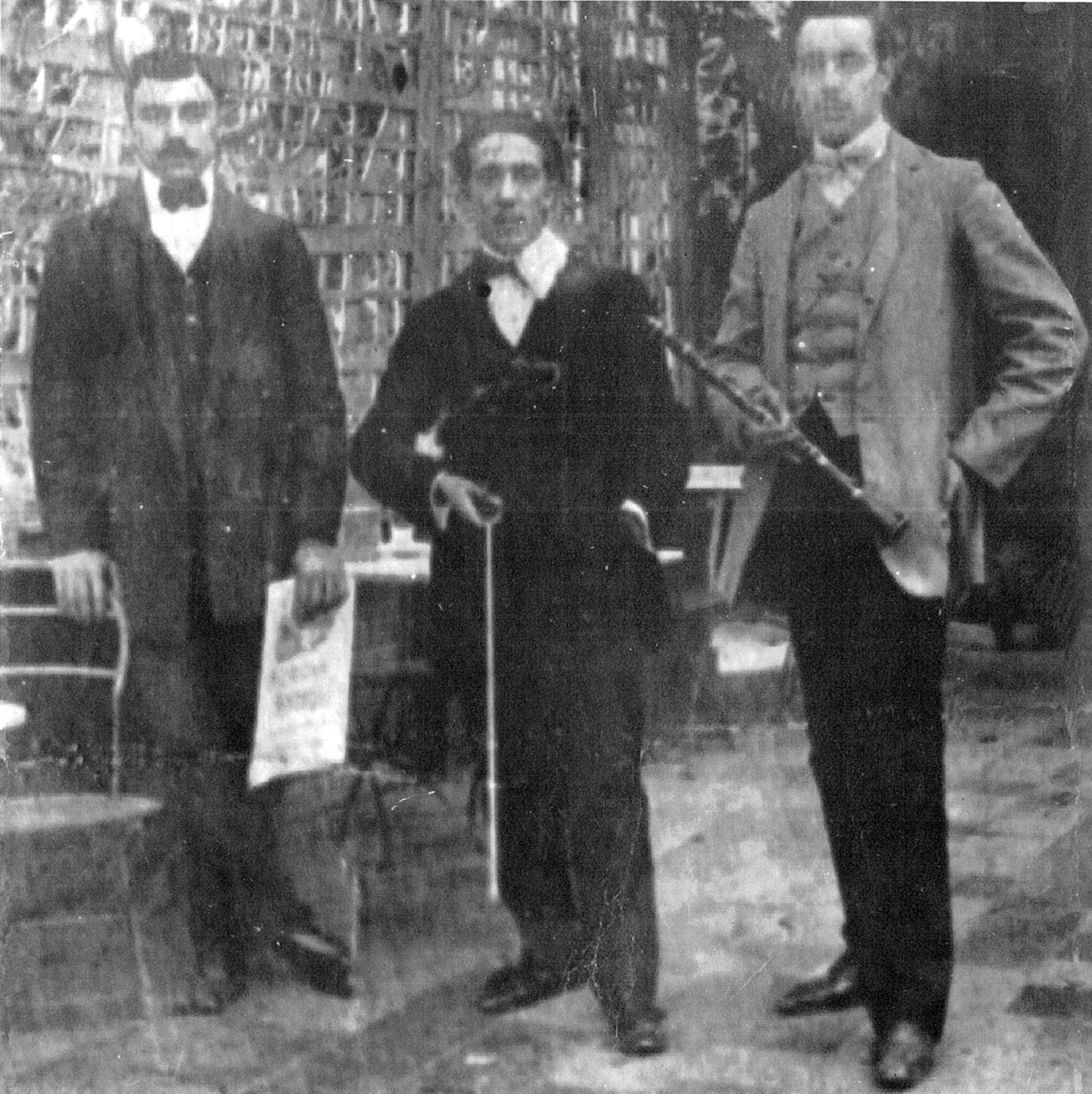
Das Terceto Roberto Firpo

## Leben
Roberto Firpo war sowohl als Pianist und Orchesterleiter wie auch als Komponist erfolgreich. Er führte als erster das Klavier in den Tango ein und sein Stil beeinflusste den Tango seiner Zeit maßgeblich. Er hinterließ nahezu 3000 Aufnahmen. 1916 schrieb er für sein Orquesta Típica die dritte Strophe und das Arrangement des wohl bekanntesten Tangotitels überhaupt: La Cumparsita.

## Kompositionen
- La guitarrera de San Nicolás
- El amanecer